# Heinkel Wespe
El Heinkel Wespe (‘avispa’ en alemán) era un prototipo de caza VTOL alemán de la Segunda Guerra Mundial.

## Desarrollo
El Heinkel Wespe fue diseñado a fines de 1944 en Viena por Heinkel. Trabaja como interceptor de despegue y aterrizaje vertical (VTOL). Fue diseñado para ser usado como defensa puntual sobre las fábricas y otros puntos sensibles al bombardeo aliado, tal como el Bachem Ba 349 "Natter". El Wespe fue diseñado alrededor de un ala circular, con las extremidades de ala pequeñas resaltando más allá del ala circular.

### Motor
Poseía un motor turbohélice Heinkel-Hirth HeS 021 (desarrollo del turborreactor HeS 011) de 2.000 cv de potencia (1.500 kW), con una hélice propulsora de seis aspas, y siendo alimentado por una toma de aire situada debajo de la cabina del piloto.

### Tren de aterrizaje
El Wespe despegaba y aterrizaba a través de tres trenes de aterrizaje, que fueron cubiertos en vuelo por razones de aerodinámica. El piloto se sentaba en una posición normal de sentado en la nariz bajo un gran dosel soplado.

### Armamento
El avión tenía dos cañones MK 108 de 30 mm montados en carenados a cada lado de la cabina del piloto. Mayor desarrollo no se llevó adelante debido a la proximidad del final de guerra, y que más aerodinámico, más limpia VTOL proyecto (Heinkel Lerche II), fue también en la fase de diseño.

## Especificaciones
Referencia datos:  HEINKEL WESPE & LERCHE II (1944-1945)por Rob Arndt

### Características generales
- Tripulación: Uno, piloto en posición prona
- Altura: 10,00 m desde las ruedas (32 pies 10 pulgadas)
- Superficie alar: 12,00 m² (129 pies ²)
- Peso máximo al despegue: 5.600 kg (12,320 libras)
- Planta motriz: 2× Turbopropulsor Daimler Benz PTL 109-021. cada uno.
- Hélices: 1× 2 por motor.

### Rendimiento
- Velocidad máxima operativa (Vno): 750-800 km / h (466-497 mph)
- Techo de vuelo: 5.000 m (16.405 pies)

### Armamento
- Cañones: 2× MK 108   30 mm (1,18 pulgadas)
- Misiles: 4 *  Ruhrstahl X-4

## Postguerra
Este modelo fue la base de otros proyectos de la Heinkel VTOL de la Postguerra como el Heinkel He 231.